# Tułowice (gmina w województwie warszawskim)
Tułowice – dawna gmina wiejska istniejąca do 1954 roku oraz w latach 1973–1995 w woj. warszawskim, a następnie w woj. stołecznym warszawskim (dzisiejsze woj. mazowieckie). Siedzibą gminy było początkowo Wilcze Tułowskie, a następnie Tułowice.
W okresie międzywojennym gmina Tułowice należała do powiatu sochaczewskiego w woj. warszawskim.  1 stycznia 1923 z gminy Tułowice wyłączono miejscowości Krobiszew, Nowiny, Ośniki, Polesie Nowe, Polesie Stare, Secymin Niemiecki, Secymin Polski i Secyminek, włączając je do gminy Głusk w tymże powiecie. 
Po wojnie gmina zachowała przynależność administracyjną. Według stanu z 1 lipca 1952 roku gmina Tułowice składała się z 15 gromad. Gminę zniesiono 29 września 1954 roku wraz z reformą wprowadzającą gromady w miejsce gmin.
Jednostkę reaktywowano 1 stycznia 1973 roku w tymże powiecie i województwie w związku z kolejną reformą administracyjną. Reaktywowana jednostka była dużo większa od tej z 1954 roku, ponieważ została zwiększona o obszar niereaktywowanej gminy Łazy.
5 października 1973 od gminy Tułowice odłączono sołectwo Kirsztajnów, włączając je do gminy Kampinos.
1 czerwca 1975 gmina znalazła się w nowo utworzonym woj. stołecznym warszawskim. 1 stycznia 1996 roku nazwę gminy zmieniono na gmina Brochów, jednak siedzibą gminy w dalszym ciągu były Tułowice. Dopiero 30 grudnia 1999 roku siedzibę gminy przeniesiono do Brochowa.
W latach 1945–54 i 1992–95 gmina koegzystowałą z drugą gminą Tułowice.